# Rosa María Vázquez
Rosa María Vázquez Bustamante (Tulancingo, Hidalgo, 5 de agosto de 1943) es una actriz mexicana.
A los seis años debutó en la película Del odio nace el amor (1950), protagonizada por Pedro Armendáriz y la actriz estadounidense Paulette Goddard. 
Estudió tres años en la Academia Cinematográfica de Radio y Televisión de la ANDA. Le dieron su primer papel estelar al lado de Cantinflas en El padrecito (1964), una de sus películas más famosas. 
Estelarizó películas como Los Sánchez deben morir, con Fernando Casanova; Amor a ritmo de go go, con Javier Solís; Fiebre de juventud, con Enrique Guzmán; Casa de mujeres, con Dolores del Río; y La cigüeña distraída, con Viruta y Capulina, todas estrenadas el año 1966. Su última película Besos, besos... y mas besos se estrenó en 1973.